# Valdemar Stein
Sigfred Frederik Edvard Valdemar Stein, född 14 april 1836 i Köpenhamn, död 1 februari 1905, var en dansk kemist; son till Sophus August Vilhelm Stein, bror till Theobald och Harald Stein.
Efter att ha gått i Borgerdydskolen på Christianshavn kom han 1852 i lära på Gammeltorvs apotek, tog farmaceutisk examen 1857 och blev, efter att under mellantiden ha haft tjänst på apoteket i Viborg, 1859 assistent i Groth och Ørsteds 1857 inrättade laboratorium. Redan 1863 blev han delägare och 1865, då grundarna övergick till andra verksamheter, ensamägare av detta laboratorium, som dock behöll sitt gamla namn till 1867, då det fick namnet Valdemar Steins analytisk-kemiske laboratorium och samtidigt helt inriktade sig på analyser (tidigare hade även undervisning och handel med kemikalier bedrivits). Företaget fortlever för övrigt ännu 2010 som Eurofins Steins Laboratorium A/S.
Till följd av det ständigt ökade behovet av analyser, särskilt av konstgödning och foderämnen, fick verksamheten efterhand en mycket betydande omfattning. Till följd av sitt goda rykte fick laboratoriet många offentliga uppdrag, från 1888 av Københavns sundhedskommission, från samma år den kemiska margarinanalysen, från 1891 samtliga statliga livsmedelsundersökningar, liksom det i stor omfattning användes av domstolar och andra offentliga myndigheter. År 1882 blev Stein Landhusholdningsselskabets och från 1887 statens konsulent i agrikulturkemi. De många artiklar, föredrag och redogörelser om lantekonomiska förhållanden, som han publicerade i lantbrukspressen, står i nära förbindelse med de sistnämnda verksamheterna. Stein innehade professors titel.